# Savignia kartalensis
Savignia kartalensis är en spindelart som beskrevs av Rudy Jocqué 1985. Savignia kartalensis ingår i släktet Savignia och familjen täckvävarspindlar. Inga underarter finns listade i Catalogue of Life.